# Воклијски извор
Воклијски извор су јака врела из којих вода избија узлазним каналима из дубине. Налазе се на местима где топографска површина пресеца систем проширених подземних пукотина или подземних канала кроз које вода протиче увек или периодски, те стога могу бити стална или периодска воклиска врела.

## Порекло воклијских извора
Воклиски извори су добили име по чувеном јаком крашком извору Воклиз у јужној Француској (близу Авињона).

## Место јављања
Има их по дну и по странама речних долина, у самим речним коритима, поред језера и на њиховом дну-сублакустријски или подјезерски извори (нпр. у Охридском језеру у Македонији где су познати под именом вирчета, на дну језера Вране код Биограда на мору у Хрватској) – по ободу крашких поља и крај морских обала.

## Одлике воклијских извора
Воклијски извори се одликују великом издашношћу: средња издашност чувеног врела Воклиз износи 25-26 м³ воде у секунди, Стела у северној Италији код Касале Сациле 33,3 м³/с, Кабур у Рас-Ел-Аину у пустињи Џезир између Тигриса и Еуфрата (на сиријској територији) 40 м³ минимум никада испод 32 м³/с), На Флориди два јача виклиска врела, Силвер Спринг и Блу Спринг са 15, односно 16 м³/с, Манавгат у јужној Турској 125-130 м³/с.

## У Србији
У Србији се налази неколико јачих воклијских извора: (Жагубичко, Крупајско, Љуберађско, Сопотничко, врела Градца).

## У Црној Гори
У Црној Гори највећу измерену издашност има врело Љута у Боки Которској -170 м³/с, док максимална вероватна износи око 300 м³/с.Толика количина воде може да протиче само кроз велике подземне канале и да избија на површину из дубоких сифона.
Воклијски извори дају у сушном добу не само мању количину воде, него неки од њих и пресуше. Одликују се великим колебањем издашности, што показује пример неких извора овог типа који се налазе у Црној Гори.

### Извори у Црној Гори
Велики је број воклијских извора у Црној Гори. Неки од њих су: Љута (минимум издашности 0,20 м³/с- махимум 170 м³/с), Шкурда (0,05м³/с-335м³/с), Обод (0,02 м³/с-60 м³/с), Обоштичко око (0,01 м³/с -30 м³/с).